# Ternant (Nièvre)
Ternant – miejscowość i gmina we Francji, w regionie Burgundia-Franche-Comté, w departamencie Nièvre.
Według danych na rok 1990 gminę zamieszkiwało 240 osób, a gęstość zaludnienia wynosiła 12 osób/km² (wśród 2044 gmin Burgundii Ternant plasuje się na 672. miejscu pod względem liczby ludności, natomiast pod względem powierzchni na miejscu 441.).